# System Capital Management Holdings
System Capital Management Holdings är ett ukrainskt holdingbolag med huvudkontor i Donetsk.